# Nganga

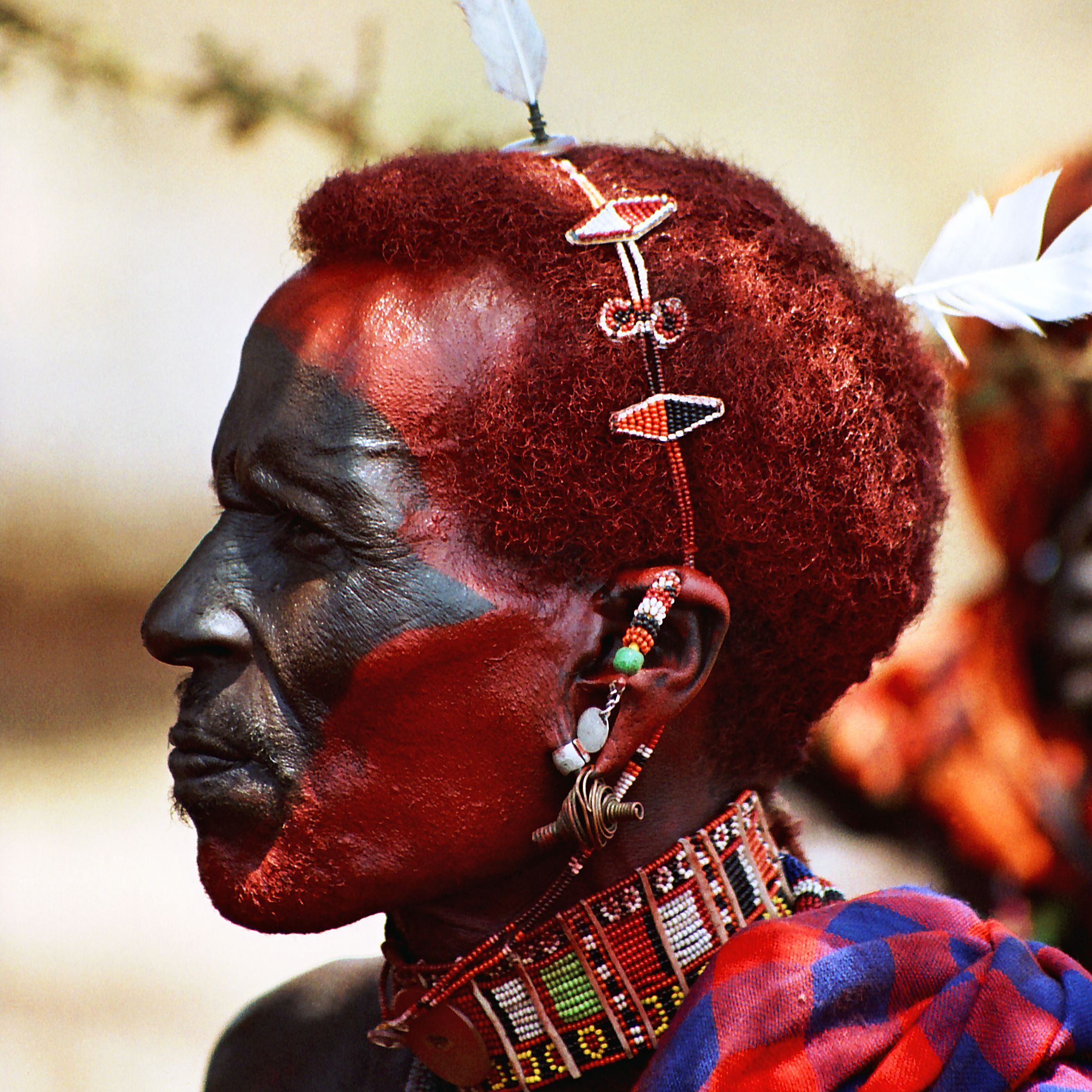
Nganga

Nganga je středoafrické označení pro léčitele, náboženského zasvěcence nebo čaroděje v konžských bantuských jazycích. Je používáno také v afrických diasporách v Brazílii, na Kubě a Haiti. Pojem pochází z protobantuského slova s významem "lék". V Kongu je nganga nejen léčitelem, ale rovněž zasvěcencem, který připravuje magické předměty, například mocné figury Nkisi Nkondi. Ve starém Kongu byl pojmem nganga označován člověk, který dokázal komunikovat s neviditelnou duchovní rovinou světa, rozeznávat příčiny nemocí, vidět očima zvířat atd. Po rozšíření křesťanství v oblasti střední Afriky se pojem nganga podle afrikanisty a religionisty Ondřeje Havelky začal aplikovat také na křesťanské kněze.
Ve svahilštině se používá slovní varianta mganga. V některých afrických zemích jsou ngangové oficiálně registrováni jako tradiční léčitelé. V jižní Africe lidé podle Havelky často konzultují moderní léčbu doporučenou lékaři také s tradičními léčiteli, kteří soudobé léky kombinují s tradičními přípravky. V Kongu si nganga při věštění nebo rozpoznávání příčin nemocí maloval bílé kruhy kolem očí, které znamenaly schopnost vidět (běžnému člověku) skrytou dimenzi reality.